# Perfil de mercado
El Market Profile, que traducido al español significaría Perfil del mercado, es una herramienta  del análisis técnico de los mercados que estudia la distribución del volumen generado a lo largo de una sesión de mercado sobre el eje de ordenadas.
Si bien el término fue inicialmente acuñado por la institución: Chicago Mercantille Exchange (CME) en un proyecto dirigido por J.Peter Steidlmayer (1959-1985), y desarrollado posteriormente por James Dalton de la misma institución, busca determinar el verdadero valor de mercado de un valor en tres dimensiones: Precio, Tiempo y Volumen.

## Antecedentes
El Market Profile no es una estrategia de inversión, sino una herramienta que pretende organizar la información que el mercado genera en tiempo real (real-time market generated informatin system).
Como resultado final de la distribución del volumen al final de la sesión se observa que el desarrollo del volumen sigue la estructura de la curva normal de precios o distribución Gaussiana, la cual cosa hace reazonable la aplicación de las matemáticas de la curva normal a este técnica de análisis.
Como resultado de los cambios disruptivos en los mercados fruto del cierre del Chicago Mercantille Exchange y recolocación de los antiguos operadores de bolsa al conocido "screen-trading" o trading realizado no en los corros de mercado sino mediante algoritmos, se ha popularizado enormemente esta técnica en los Estados Unidos ya que permite dotas a los antiguos operadores, de una herramienta que se ha demostrado útil para determinar el sentimiento del mercado.

## Morfología
El Profile tiene dos elementos clave: El punto de control o "Point of Control" o nivel de máxima negociación,y el área de valor o "Value Area", el cual se define como el rango de precios del eje de ordenadas que comprende entre su cota inferior y su cota superior el 70% del volumen negociado en el día.
En consecuencia se derivan dos niveles derivados de esta área: El "Value Area Low" o cota inferior del área de valor y el "Value Area High" o cota superior del área de valor.
Si bien el generador del Market Profile es el tiempo, hablaremos de Volume Profile cuando el volumen generado en cada unidad de tiempo o TPO ("Time Price Oportunity") sea ponderado por la cuantia del mismo.

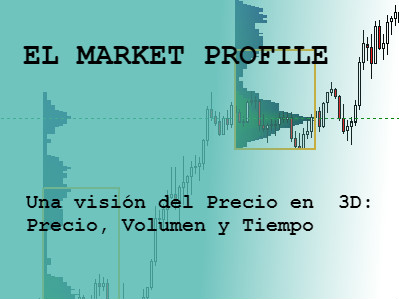
Profile generado con software de libre uso open source